# Tanya Kalyvas
Tanya Kalyvas (26 de agosto de 1979) é uma ex-futebolista grega que atuava como meia.

## Carreira
Tanya Kalyvas representou a Seleção Grega de Futebol Feminino, nas Olimpíadas de 2004. 